# Полулёгкий вес в боксе
Полулёгкий вес (англ. Featherweight) — весовая категория в профессиональном боксе между второй полулёгкой и второй легчайшей весовыми категориями. Предел веса для дивизиона составляет 126 фунтов (57,153 кг).

## Действующие чемпионы мира
| Организация | Дата завоевания титула | Чемпион          | Рекорд         | Защиты титула |
| ----------- | ---------------------- | ---------------- | -------------- | ------------- |
| WBA         | 1 июня 2024            | Ник Болл         | 22-0-1 (13 KO) | 2             |
| WBC         | 1 февраля 2025         | Стивен Фултон    | 23-1 (8 KO)    | 0             |
| IBF         | 10 августа 2024        | Анджело Лео      | 26-1 (12 KO)   | 0             |
| WBO         | [9 декабря]] 2023      | Рафаэль Эспиноса | 27-0 (23 KO)   | 3             |